# Manemergus anguirostris
Manemergus anguirostris (лат.) — вид вымерших пресмыкающихся из семейства поликотилид, единственный в роде Manemergus. Обитали в меловом периоде (94,3—89,3 млн лет назад) на территории современного Марокко.
Вид был назван и описан в 2005 году M.-C. Buchy, F. Métayer, и E. Frey. Голотип SMNK-PAL 3861 состоит из частичного скелета (левая бедренная кость, несколько фаланг, фрагменты костей пояса и хвостовые позвонки. Останки были найдены в местности Goulmima (Er-Rachidia) в меловых отложениях формации Akrabou, относящейся к турону.